# Babeldaob

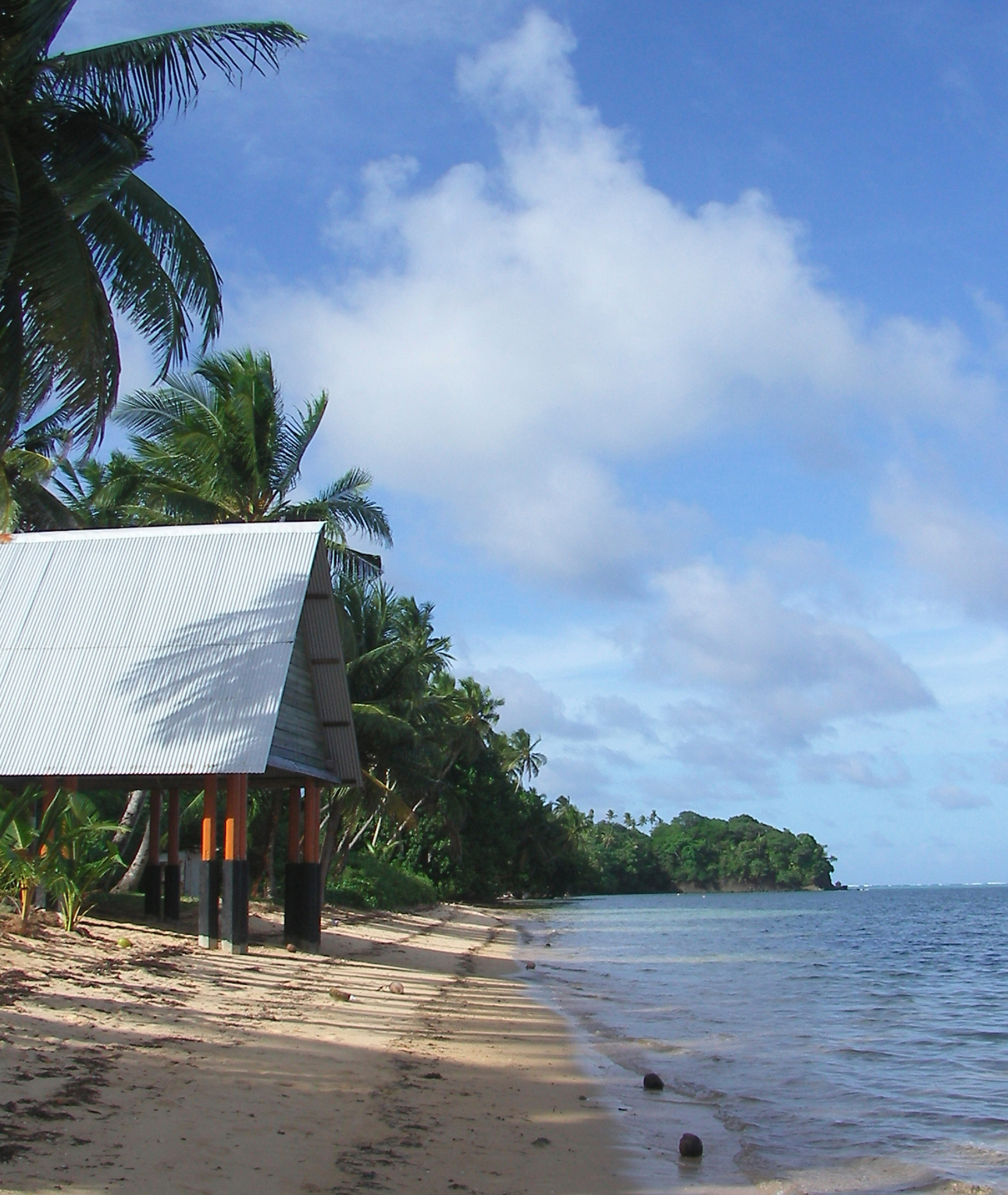
Praia em Melekeok

Babeldaob é a maior das ilhas de Palau. Nela, localiza-se Airai.